# John Graves

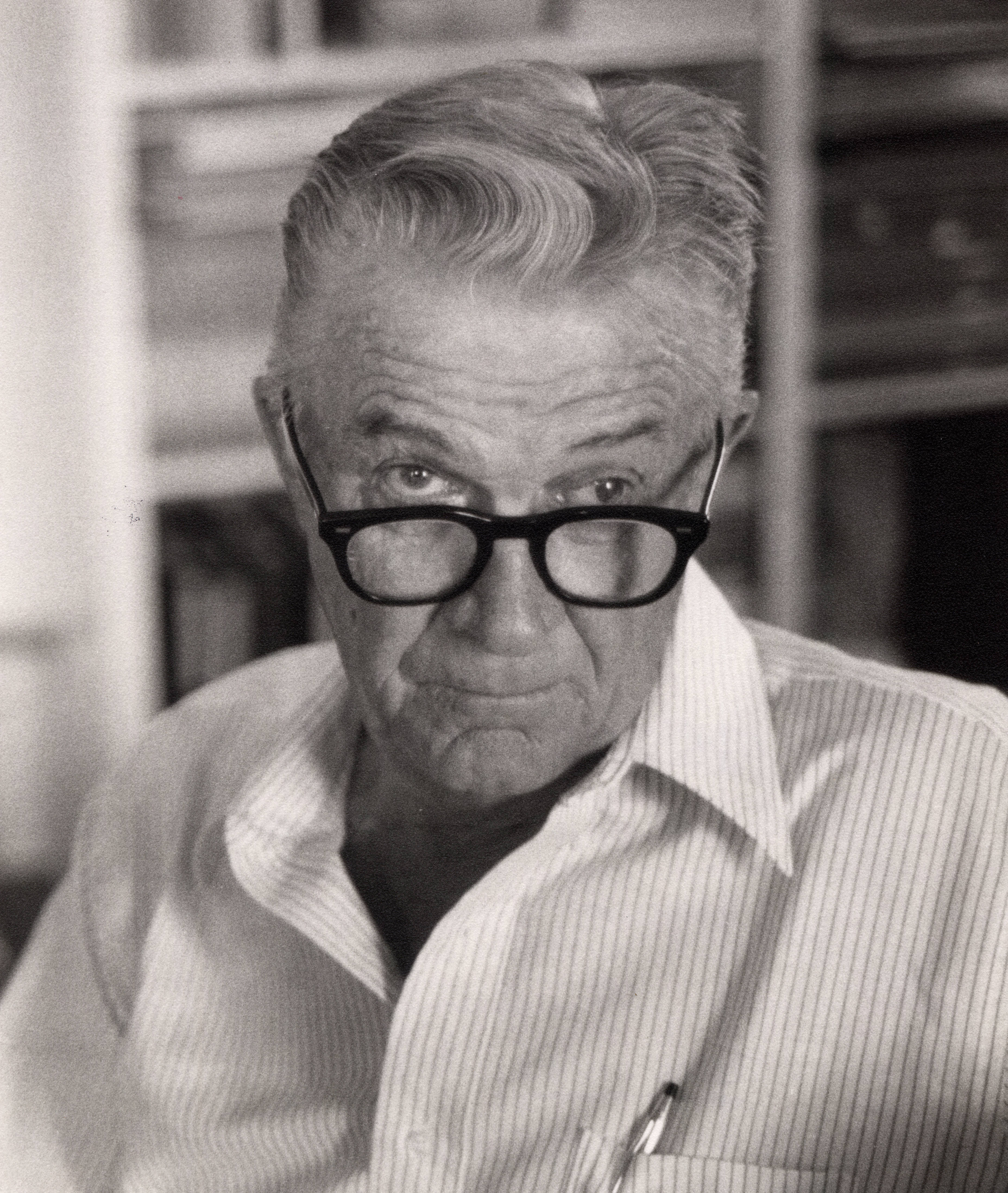
John Graves.

John Graves (6 de agosto de 1920 - 31 de julio de 2013) fue un escritor de Texas conocido por su libro Goodbye to a River.

## Biografía

### Primeros años
De niño creció en Fort Worth y en el rancho de su abuelo en Cuero. Estaba vivamente interesado en el paisaje que le rodeaba. Se graduó de Rice Institute (ahora la Universidad de Rice) en 1942. Posteriormente se desempeñó como capitán en la Marina durante la Segunda Guerra Mundial, hasta que fue herido por una granada japonesa en la isla de Saipán. Después de la guerra, se fue a la escuela de posgrado en la Universidad de Columbia, recibiendo su título de maestría en 1948. Mientras todavía estaba en Columbia, en 1947, publicó la historia corta "Quarry" en The New Yorker, continuó publicando ficción en revistas durante la década de 1950.

### Vida adulta
Después de un matrimonio precoz y divorcio, viajó mucho, estuvo mucho tiempo en España y las Islas Canarias, pero regresó a Texas en 1957 para cuidar a su padre, que estaba gravemente enfermo. De acuerdo con la Southwestern Writers Collection, tiene muchos de los papeles de Graves, "En noviembre de ese año, Graves completó un viaje en canoa de tres semanas por parte del río Brazos que temía de ser cambiado para siempre por las represas. Su crónica narrativa del viaje fue publicada por primera vez como un artículo de la revista Holiday, y más tarde Graves añadió la historia, la filosofía y el folclore, que dio lugar a su primer libro importante, Goodbye to a River (1960).

## Otras lecturas
- Goodbye to a River, 1960
- Hard Scrabble, 1974
- From a Limestone Ledge, 1980
- Blue & Some Other Dogs, 1981
- A John Graves Reader, 1995
- The Last Running, 1999
- Texas Rivers, 2002
- Texas Hill Country, 2003
- Myself and Strangers, 2004
- My Dogs and Guns, 2007